# ثورة البرازيل 1930
ثورة 1930 (بالبرتغالية: Revolução de 1930)، والمعروفة أيضًا باسم انقلاب 1930 كانت حركة مسلحة في البرازيل بقيادة ولايات ميناس جرايس وبارايبا وريو غراندي دو سول بلغت ذروتها في انقلاب. أطاحت الثورة بالرئيس واشنطن لويس في 24 أكتوبر 1930، ومنعت تنصيب الرئيس المنتخب جوليو بريستيس وأحلت محله مجلساً عسكرياً، فانتهت بذلك الجمهورية البرازيلية الأولى أو الجمهورية القديمة República Velha.